# Tithonium Chasma
Tithonium Chasma és una estructura geològica del tipus chasma a la superfície de Mart, situada amb el sistema de coordenades planetocèntriques a -3.68 ° de latitud N i 282.65 ° de longitud E. Fa 802.78 km de diàmetre. El nom va ser fet oficial per la UAI l'any 1973 i pren el nom d'una característica d'albedo.